# Mackinacstraße

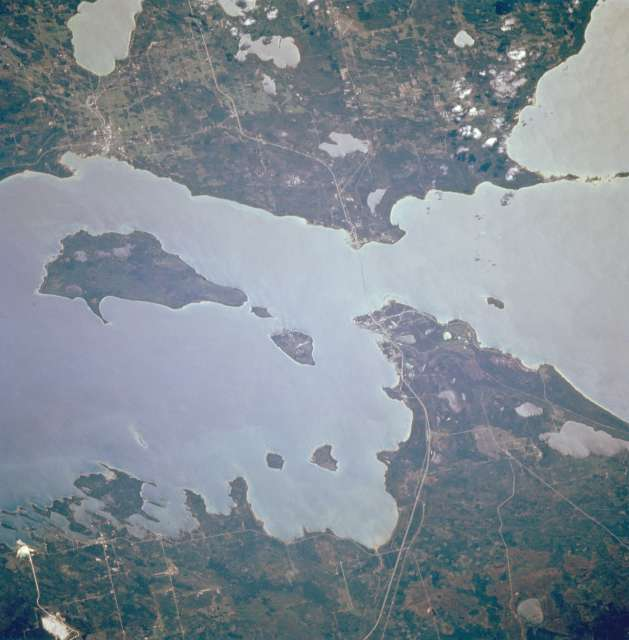
Satellitenbild der Mackinacstraße mit dem Michigansee (rechts) und dem Huronsee (links)

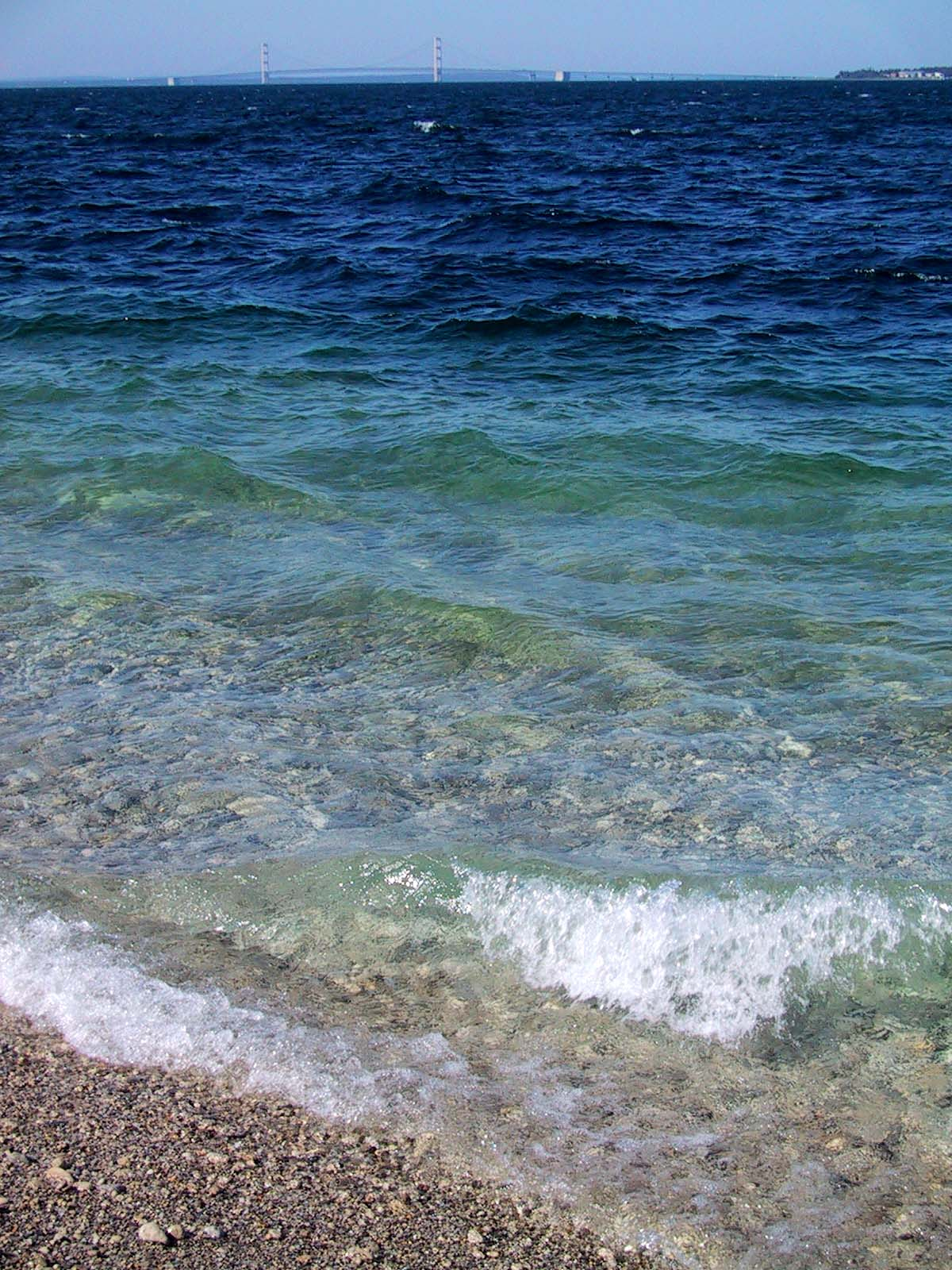
Blick auf die Mackinacstraße und die Mackinac Bridge

Die Mackinacstraße (engl. Straits of Mackinac) ist eine rund acht Kilometer breite Wasserstraße in den Vereinigten Staaten, die den Michigan- und den Huronsee miteinander verbindet sowie den nördlichen und südlichen Teil des Bundesstaates Michigan voneinander trennt. Seit 1957 wird die Mackinacstraße von der acht Kilometer langen Mackinac Bridge im Verlauf des Interstate 75 überbrückt.
Sie befindet sich zwischen den Ortschaften Mackinaw City am Südufer und St. Ignace am Nordufer.
Die Wasserstraße stellt eine wichtige Verbindung für die nordamerikanische Binnenschifffahrt dar. Zudem war sie vor der Fertigstellung der Eisenbahn nach Chicago Teil einer der klassischen Routen in den Westen der Vereinigten Staaten. Im Winter muss die Mackinacstraße durch Eisbrecher befahrbar gehalten werden, da das flache Gewässer sonst zufrieren könnte.

## Weblink
Koordinaten: 45° 48′ 50″ N, 84° 45′ 0″ W